# Аруна Бабангіда
Аруна Бабангіда (англ. Haruna Babangida, нар. 1 жовтня 1982, Кадуна) — колишній нігерійський футболіст, нападник.

## Клубна кар'єра
Народився 1 жовтня 1982 року в місті Кадуна. Вихованець юнацьких команд футбольних клубів «Шутінг Старз», «Аякс» та «Барселона».
У дорослому футболі дебютував 2000 року виступами за резервну команду «Барселона Б», в якій провів чотири сезони, взявши участь у понад 100 матчах чемпіонату, проте тренерів основної команди так і не вразив, тому наступні два сезони провів в оренді в складі «Тарраси» та «Кадіса», що грали у Сегунді. Після цього він за обопільною згодою розірвав контракт з каталонським грандом.
У 2004–2005 роках недовго виступав за донецький «Металург», після чого перебрався у «Олімпіакос». Відіграв за клуб з Пірея наступні два сезони своєї ігрової кар'єри і в обох виборював титул чемпіона Греції.
Влітку 2007 року перебрався у кіпрський «Аполлон», у складі якого швидко став основним гравцем і провів ще два сезони.
Протягом 2009–2011 років недовго захищав кольори «Кубані», «Майнца» та «Вітесса».
До складу клубу «Капфенберг» приєднався в січні 2012 року, де виступав цілий рік. За цей час встиг відіграти за команду з Капфенберга 24 матчі в національному чемпіонаті, забивши 2 голи. Після цього тривалий час залишався без клубу.
У січні 2015 року став гравцем клубу «Моста». Відтоді встиг відіграти за мальтійський клуб 9 матчів в національному чемпіонаті.

## Виступи за збірну
20 серпня 2003 року дебютував в офіційних матчах у складі національної збірної Нігерії в товариському матчі проти збірної Японії, який завершився поразкою африканців з рахунком 0-3. Більше до лав збірної Бабангіду не викликали і в підсумку, ця гра стала єдиною для нього в футболці національної збірної Нігерії.

## Титули і досягнення
- Чемпіон Греції (2):

«Олімпіакос»: 2005–2006, 2006-07
- Володар Кубка Греції (1):

«Олімпіакос»: 2005-06